# イルゼ・ヨーナルクスネ
イルゼ・ヨーナルクスネ（ラトビア語: Ilze Jaunalksne、1976年11月19日、 ユールマラ生まれ）はラトビアのジャーナリストであり、ラトビア公共放送のニュース番組デ・ファクト（De Facto）のアンカーを務めた  。    

## プロフィール
2006年3月に放送された番組の中で、彼女は複数の政党の政治家たちが票を買ったと報道した。 報道の結果、一人の大臣は辞任を余儀なくされ、何人かの政治家が起訴された。彼女は報復を受け、彼女の電話は何者かにより違法に盗聴され、彼女に反対する政府関係者により、電話の内容がメディアに公開された。これに対して、彼女は名誉毀損で政府を訴えた。この裁判は、この種のものとしては、ラトビアでの初めての事例となった  。 裁判は彼女の勝利に終わった。裁判の結果、ラトビアの金融警察は、彼女の電話を違法に録音しそれを公開した罪に問われ、100,000ラッツ（187,000ドル）の損害賠償を支払うよう命じられた。また、財務省と国務省は彼女のプライバシーを侵害したとして有罪判決を受けた。  
2007年に彼女は、国際勇気ある女性賞を受賞した  。 しかし、出産が近かったため、受賞式には出席できなかった。 